# David Albahari
David Albahari (serb. Давид Албахари), född 15 mars 1948 i Peja, Kosovo, död 30 juli 2023 i Belgrad, Serbien, var en serbisk författare med judiskt påbrå som under en tid även bodde i Calgary i Kanada.

## Biografi
Albahari föddes i staden Peja och studerade engelska och engelsk litteratur på Belgrads universitet. Hans första verk Porodično vreme (Familjetid) publicerades 1973 men det dröjde till 1982 innan han slog igenom med boken Opis smrti (Beskrivning av döden) vilken gav honom Ivo Andrić-priset. 1991 blev han ordförande i Federationen för de judiska föreningarna i Jugoslavien och under Bosnienkriget arbetade han med evakueringen av judar i Sarajevo. 1994 flyttade Albahari med familjen till Kanada, där han fortsätter skriva på serbiska.
I slutet av 90-talet var Albahari först med att formellt försöka få genom ett förslag om legalisering av marijuana i Jugoslavien.
Albaharis böcker finns översatta till flera språk, bland annat engelska, franska, tyska, hebreiska, italienska, polska och ungerska. Fem av hans böcker har publicerats på engelska: Words Are Something Else (1996), Tsing (1997), Bait (2001), Gotz and Meyer (2003, Storbritannien, 2005, USA) och Snow Man (2005).
David Albahari arbetade också som översättare och översatte bland annat Nabokovs verk till serbiska. Han var medlem i Serbiska vetenskaps- och konstakademin, den mest prominenta akademiska institutionen i Serbien.